# Jörg Niewöhner
Jörg Niewöhner (* 1975) ist ein deutscher Sozialanthropologe. Er ist Professor für Stadtanthropologie und Mensch-Umwelt-Beziehungen am Institut für Europäische Ethnologie der Humboldt-Universität zu Berlin.

## Leben
Am Abtei-Gymnasium Brauweiler in Pulheim absolvierte Jörg Niewöhner 1994 das Abitur. Von 1995 bis 1998 absolvierte er ein Bachelorstudium der Umweltwissenschaften an der University of East Anglia, promovierte dort 2001 mit einer Dissertation zur Verwendung von Theorien mentaler Modelle zum Verständnis von Risikodiskursen, und arbeitete dort bis 2003 als wissenschaftlicher Mitarbeiter. Nachdem er von 2003 bis 2004 am Max-Delbrück-Centrum für Molekulare Medizin beschäftigt war, wechselte er als wissenschaftlicher Mitarbeiter an das Institut für Europäische Ethnologie der Humboldt-Universität zu Berlin, wo er von 2009 bis 2010 eine Gastprofessur übernahm, 2012 auf eine Juniorprofessur und schließlich 2016 auf eine ordentliche Professur (für Stadtanthropologie und Mensch-Umwelt-Beziehungen) berufen wurde. Er arbeitet an der Humboldt-Universität zu Berlin außerdem am Integrativen Forschungsinstitut zu Transformationen von Mensch-Umwelt-Systemen (Integrative Research Institute on Transformations of Human-Environment Systems, kurz IRI THESys), dessen stellvertretender Direktor er ab 2013 und leitender Direktor er seit 2018 ist.

## Schaffen
Jörg Niewöhners Arbeitsschwerpunkte sind sozialanthropologische Wissenschafts- und Technikforschung (Science and Technology Studies), die Beziehungen zwischen Mensch und Umwelt, ökologische Anthropologie, Stadtanthropologie und Medizinanthropologie. Zusammen mit Stefan Beck etablierte er 2004 an der Humboldt-Universität eine kollaborativ ausgerichtete Forschungsgruppe für sozialanthropologische Forschung in und mit den Lebenswissenschaften, die von ihnen als Forschungslabor bezeichnet wurde und unter mittlerweile veränderter Bezeichnung und mit erweiterter Forschungsausrichtung bis heute besteht. Mit Stefan Beck und Estrid Sørensen brachte er 2012 die erste deutschsprachige sozialanthropologische Einführung in die Wissenschafts- und Technikforschung (Science and Technology Studies) heraus.

## Schriften (Auswahl)

### Aufsätze
- mit Patrick Cox, Nick Pidgeon, Simon Gerrard, Baruch Fischhoff, Donna Riley: The Use of Mental Models in Chemical Risk Protection: Developing a Generic Workplace Methodology. In: Risk Analysis. Band 23, Nr. 2, 2003, S. 311–324, doi:10.1111/1539-6924.00311 (englisch).

- mit Andreas Roepstorff und Stefan Beck: Enculturing Brains Through Patterned Practices. In: Neural Networks. Band 23, Nr. 8–9, 2010, S. 1051–1059, doi:10.1016/j.neunet.2010.08.002 (englisch).

- Epigenetics: Embedded Bodies and the Molecularisation of Biography and Milieu. In: BioSocieties. Band 6, Nr. 3, 2011, S. 279–298, doi:10.1057/biosoc.2011.4 (englisch).
- Eingebettete Körper-in-Aktion: Eine sozialanthropologische Perspektive auf den Zusammenhang zwischen sozialer Ungleichheit und Krankheit. In: Heiner Fangerau, Sebastian Kessler (Hrsg.): Achtung und Missachtung in der Medizin: Anerkennung und Selbstkonstitution als Schlüsselkategorien zur Deutung von Krankheit und Armut (= Lebenswissenschaften im Dialog. Nr. 16). Karl Alber, München 2013, ISBN 978-3-495-48590-3, S. 139–160.
- Raum: Anthropologische Perspektiven. In: Jürgen Oßenbrügge, Anne Vogelpohl (Hrsg.): Theorien in der Raum- und Stadtforschung. Westfälisches Dampfboot, Münster 2014, ISBN 978-3-89691-964-9, S. 14–23.
- Ökologien der Stadt: Zur Ethnografie bio- und geopolitischer Praxis. In: Zeitschrift für Volkskunde. Band 110, Nr. 2, 2014, S. 185–214, doi:10.18452/18543.
- Epigenetics: Localizing Biology through Co-laboration. In: New Genetics and Society. Band 34, Nr. 2, 2015, S. 219–242, doi:10.1080/14636778.2015.1036154 (englisch).
- mit Martina Klausner, Milena D. Bister, Stefan Beck: Choreografien klinischer und städtischer Alltage: Ergebnisse einer ko-laborativen Ethnografie mit der Sozialpsychiatrie. In: Zeitschrift für Volkskunde. Band 111, Nr. 2, 2015, S. 214–235, doi:10.18452/18544.
- mit Sebastian Peter, Alexandre Wullschleger, Lieselotte Mahler, Ingrid Munk, Manfred Zaumseil, Jörg Niewöhner, Martina Klausner, Milena Bister, Andreas Heinz, Stefan Beck: Chronizität im Alltag der psychiatrischen Versorgung: Eine Forschungskollaboration zwischen Sozialpsychiatrie und Europäischer Ethnologie. In: Zeitschrift für Psychiatrie, Psychologie und Psychotherapie. Band 64, Nr. 1, 2016, S. 7–18, doi:10.1024/1661-4747/a000255.
- Phänomenographie: Sinn-volle Ethnographie jenseits des menschlichen Maßstabs. In: Karl Braun, Claus-Marco Dieterich, Thomas Hengartner, Bernhard Tschofen (Hrsg.): Kulturen der Sinne: Zugänge zur Sensualität der sozialen Welt. Königshausen & Neumann, Würzburg 2017, ISBN 978-3-8260-6339-8, S. 78–95.

### Herausgeberschaften
- mit Christof Tannert (Hrsg.): Gene Therapy: Prospective Technology Assessment in its Societal Context. Elsevier, Amsterdam 2006, ISBN 978-0-444-52806-3 (englisch).
- mit Stefan Beck, Christoph Kehl (Hrsg.): Wie geht Kultur unter die Haut? Emergente Praxen an der Schnittstelle von Medizin, Lebens- und Sozialwissenschaft (= VerKörperungen/MatteRealities. Nr. 1). Transcript Verlag, Bielefeld 2008, ISBN 978-3-89942-926-8, doi:10.14361/9783839409268.
- mit Thomas Scheffer (Hrsg.): Thick Comparison: Reviving the Ethnographic Aspiration (= International Studies in Sociology and Social Anthropology. Nr. 114). Brill, Leiden 2010, ISBN 978-90-04-18113-7 (englisch).
- mit Stefan Beck, Estrid Sørensen (Hrsg.): Science and Technology Studies: Eine sozialanthropologische Einführung (= VerKörperungen/MatteRealities. Nr. 17). Transcript Verlag, Bielefeld 2012, ISBN 978-3-8376-2106-8, doi:10.14361/transcript.9783839421062.
- mit Elisa T. Bertuzzo, Eszter B. Gantner, Heike Oevermann (Hrsg.): Kontrolle öffentlicher Räume: Unterstützen, Unterdrücken, Unterhalten, Unterwandern (= Zeithorizonte. Nr. 12). LIT Verlag, Münster 2013, ISBN 978-3-643-11556-0.
- mit Milena D. Bister (Hrsg.): Alltag in der Psychiatrie im Wandel: Ethnographische Perspektiven auf Wissen, Technologie und Autonomie (= Berliner Blätter. Nr. 66). Panama Verlag, Berlin 2014, ISBN 978-3-938714-32-4.
- mit Antje Bruns, Patrick Hostert, Tobias Krueger, Jonas Ø. Nielsen, Helmut Haberl, Christian Lauk, Juliana Lutz, Daniel Müller (Hrsg.): Land Use Competition: Ecological, Economic and Social Perspectives (= Human-Environment Interactions. Nr. 6). Springer, 2016, ISBN 978-3-319-33628-2, doi:10.1007/978-3-319-33628-2 (englisch).